# Bart dostane slona
Bart dostane slona (v anglickém originále Bart Gets an Elephant) je 17. díl 5. řady (celkem 98.) amerického animovaného seriálu Simpsonovi. Scénář napsal John Swartzwelder a díl režíroval Jim Reardon. V USA měl premiéru dne 31. března 1994 na stanici Fox Broadcasting Company a v Česku byl poprvé vysílán 26. listopadu 1995 na stanici ČT1.

## Děj
Bart vyhraje soutěž v rádiu KBBL poté, co mu zavolají dýdžejové stanice Bill a Marty a on správně odříká slogan stanice. Dají Bartovi na výběr ze dvou cen: 10 000 dolarů v hotovosti, nebo dospělého slona afrického. Bart si vybere slona a Bill a Marty jsou ohromeni, protože slon je pouze žertovná cena, o které si nikdy nemysleli, že by si ji někdo mohl vybrat. Nabízejí Bartovi několik dalších cen, ale všechny odmítá. Po městě se rozšíří zpráva o tom, že Bill a Marty odmítli dát Bartovi slona, což vede k záplavě rozzlobených dopisů od posluchačů stanice. Šéf Billa a Martyho jim dá ultimátum: buď najdou pro Barta slona, nebo přijdou o práci. Dvojice sežene slona a nechá ho na trávníku před domem Simpsonových. 
Bart pojmenuje svého nového slona Stampy a přiváže ho ke kůlu na dvorku. Líza si stěžuje, že chovat slona jako domácího mazlíčka je kruté, zatímco Homer se obává, že Stampy je příliš drahý. Aby vykompenzovali Stampyho náklady na jídlo, Bart a Homer ho vystavují a vybírají od zákazníků poplatky za pohlazení a jízdu na něm, ale nepodaří se jim pokrýt jeho rozpočet. Homer a Marge se rozhodnou, že Stampy musí odejít. 
Zástupce rezervace Simpsonovým řekne, že její akry volné půdy podobné africké savaně by byly pro slona ideálním prostředím, ale Homer tento nápad odmítne, protože nezahrnuje žádný finanční zisk. Pan Blackheart, pytlák divoké zvěře, nabídne Stampymu koupi. Homer horlivě souhlasí, ale Bart a Líza s tím nesouhlasí, protože Blackheart otevřeně přiznává, že je obchodníkem se slonovinou. 
Právě když se Homer a Blackheart dohodnou, Bart a Stampy utečou a způsobí spoušť v celém Springfieldu. Rodina je najde ve Springfieldských dehtových dolech, kde Homer uvízne. Po vytažení Barneyho Gumblea z dolu Stampy Homera osvobodí a ten neochotně souhlasí s darováním slona do rezervace. 
Bart se rozloučí se Stampym, který bez zjevného důvodu šikanuje ostatní slony v rezervaci. Vedoucí rezervace vysvětluje Marge a Líze, že někdy jsou zvířata, stejně jako lidé, jen velcí blbci. Homer se mu opře tělem o záda a napodobí taktiku, kterou Stampy používá k zahánění ostatních slonů.

## Produkce
Díl napsal John Swartzwelder a režíroval jej Jim Reardon. Tvůrce Simpsonových Matt Groening jej považoval za „typickou“ Swartzwelderovu epizodu a vedoucí producent seriálu David Mirkin řekl, že jde o „fantastickou práci jednoho z nejplodnějších autorů seriálu“. Nejdůležitější pro Mirkina při natáčení epizody bylo zajistit, aby se slon na rozdíl od ostatních zvířat v seriálu choval hrubě. Například místo toho, aby si Stampy dával lidi na záda, strkal si je do tlamy. Mirkin řekl, že slon „je velmi mrzuté zvíře, což je koncept, který byl pro tuto epizodu velmi důležitý“. Stampy byl od té doby několikrát použit ve vtipech v pozdějších dílech seriálu – například se objevil v dílu 9. řady Zázrak na Evergreen Terrace v jednom z Bartových snů a v epizodě 14. řady Veliká Marge, kde ho Bart využije v kaskadérském kousku, aby pomohl Šášovi Krustymu získat zpět jeho popularitu. Stampy se krátce objevil v Simpsonových ve filmu, kde se snaží rozbít obří skleněnou kopuli spuštěnou nad Springfieldem. V dílu Bart dostane slona se také představuje postava Cletuse Spucklera – je zobrazen jako jeden z „flákačů“, kteří na Stampyho zírají na zahradě rodiny Simpsonových.

## Kulturní odkazy
Springfieldské dehtové doly jsou inspirovány dehtovými doly La Brea v Hancock Parku v kalifornském Los Angeles. Muzeum v pozadí scény, kde se Homer potápí do jednoho z dehtových dolů, připomíná Muzeum objevů George C. Page v La Bree. Když Stampy utíká, míjí Národní sjezd republikánů, kde lidé jásají, a poté míjí Národní sjezd demokratů, kde lidé bučí. To je narážka na to, že symbolem Republikánské strany je slon. Homer používá k úklidu sklepa čisticí prostředek Mr Cleanser, parodii na značku čisticích prostředků Mr Clean. Když Bart uklízí, omylem seškrábe barvu z obrazu American Gothic visícího na stěně. Pod barvou je vzkaz podepsaný malířem Grantem Woodem, který zní: „Jestli tohle dokážeš přečíst, tak jsi drhnul moc tvrdě.“.
Scéna, v níž je oknem domu Simpsonových vidět Stampyho oko, je podobná scéně s Tyranosaurem rexem ve filmu Jurský park. Při úklidu domu Marge zapne rádio a zazní píseň „Sixteen Tons“ od Merle Travise. Scéna, v níž Homer nabourá autem do sochy jelena ve Springfieldských dehtových dolech, paroduje text písně Sound of Music „Do-Re-Mi“. Homer čte starý televizní průvodce, v němž je u synopse jedné z epizod seriálu Gomer Pyle, U.S.M.C. uvedeno: „Gomer naštve seržanta Cartera“, což je možná synopse každé epizody tohoto seriálu. Představí si také díl s myšlenkou, že Carter i Pyle stojí vedle sebe. Carter křičí: „Pyle!“ a Pyle odpovídá: „Shazam!“. Zatímco Stampy působí spoušť po celém Springfieldu, Patty a Selma jsou vcucnuty tornádem a letí vzduchem v houpacích křeslech, podobně jako ve scéně z filmu Čaroděj ze země Oz z roku 1939.

## Přijetí

### Kritika
Epizoda získala cenu Environmental Media Award v kategorii nejlepší televizní komediální díl, která je od roku 1991 každoročně udělována nejlepší televizní epizodě s environmentálním poselstvím, a zároveň získala cenu Genesis Award v kategorii nejlepší televizní komediální seriál, kterou každoročně uděluje Humane Society of the United States „zpravodajským a zábavním médiím za to, že si posvítí do těch nejtemnějších koutů týrání a zneužívání zvířat“.
Po odvysílání díl získal od televizních kritiků převážně pozitivní hodnocení. Autoři knihy I Can't Believe It's a Bigger and Better Updated Unofficial Simpsons Guide, Warren Martyn a Adrian Wood, napsali: „Další oblíbený díl. Je těžké vysvětlit zvláštní přitažlivost této epizody. Možná je to tím, že Homer je tak výjimečně hloupý. Nebo možná proto, že obsahuje gag s ‚D'oh!‘.“. Tento gag pochválil i Mark Milne ze zpravodajství BBC, jenž řekl: „Je to gag, který se dá použít v seriálu pokaždé.“.
Colin Jacobson z DVD Movie Guide se domníval, že 5. řada obsahovala „spoustu dílů s potenciálně kýčovitými koncepty“, jako například Hrdinný kosmonaut Homer a Bart dostane slona. Podle něj se však epizodě podařilo „snadno překonat své možné nedostatky“ a proměnit se ve „velmi dobrý pořad“. Homerova hláška „Marge, teoreticky s tebou souhlasím. Teoreticky komunismus funguje – teoreticky.“ byla Jacobsonovou oblíbenou částí epizody.
Patrick Bromley z DVD Verdict dal dílu známku A a Bill Gibron z DVD Talk mu udělil hodnocení 4 z 5.

### Hodnocení
V původním vysílání skončil díl v týdnu od 28. března do 20. dubna 1994 na 42. místě ve sledovanosti s ratingem agentury Nielsen 10,7, což odpovídá 10 milionům diváckých domácností. V tomto týdnu se jednalo o nejlépe hodnocený pořad na stanici Fox.